# Ivar Broman (militär)
Ivar Theodor Broman, född den 16 oktober 1878 i Brunflo församling, Jämtlands län, död den 2 februari 1959 i Stockholm, var en svensk militär. Han var son till Johan Fredrik Broman.
År 1899 blev Broman underlöjtnant vid Jämtlands fältjägarregemente, år 1904 löjtnant och 1915 till kapten. År 1925 befordrades han till major vid Göta livgarde och 1930 till överstelöjtnant i armén. Åren 1929–1933 var han chef för Göta livgardes detachement i Vaxholm. Broman blev riddare av Svärdsorden 1920. Han vilar på Skogskyrkogården i Stockholm.